# 大紅薄翅螢金花蟲
大紅薄翅螢金花蟲（学名：Atysa brevithorax）为金花蟲科薄翅螢金花蟲屬下的一个种。